# Head & Shoulders
Head & Shoulders (H&S) es una marca estadounidense de champú anticaspa producida por la empresa matriz Procter & Gamble, introducida en el año 1961.

## Historia
En 1982, era la «marca número uno» de champú, según la revista Marketing & Decisions, que además observó que "ninguna otra marca de cuidado del cabello obtiene tantos dólares publicitarios como Head & Shoulders, una marca de veinte años, y ninguna otra marca iguala sus ventas", a pesar de ser un champú «medicado», es decir, recomendado para la caspa.
Desde la década de 1980, la marca se comercializa bajo el eslogan, aún utilizado, «Nunca tendrá una segunda oportunidad para dar una primera impresión», que se ha identificado como un ejemplo de «marketing de ansiedad» que Procter & Gamble suele utilizar para impulsar las ventas, al inducir temores de las consecuencias sociales asociadas con la condición personal, que el producto dice ayudar.
En la década de 2000, sin embargo, las ventas del producto disminuyeron, un fenómeno atribuido a la sobreextensión de la marca en demasiadas variedades, con más de treinta tipos de Head & Shoulders vendidos. Los ingredientes activos de Head & Shoulders son los agentes antifúngicos disulfuro de selenio y piroctona olamina.

## Variedades
- Limpieza Renovadora
- Suave y Manejable
- Protección Caída
- For Men con Old-Spice
- Humectación Instantánea
- 3 en 1
- Prevención Caída
- Fuerza Rejuvenecedora
- ManzanaFresh
- Relax / Control Comezón
- Nutrición Profunda
- Alivio Instantáneo
- Mentol / Cool Menthol
- Control Grasa
- Carbón Activado